# Un monde parfait
Un monde parfait è il singolo di esordio della cantante francese Ilona Mitrecey. È stato pubblicato come primo singolo dell'album che ha lo stesso nome.Il singolo fu pubblicato in Italia nel 2004, un anno dopo la sua pubblicazione in Francia, sotto il nome Très Bien featuring Ilona, in una versione destinata per le discoteche. Il brano fu un successo in Francia e in Belgio, dove raggiunse la prima posizione delle classifiche di singoli. È stato prodotto da Rosario Castagnola Ivan Russo e Domy Della Vecchia
Le 6/9 ha cantato una cover del brano sotto il titolo Un casting parfait (6° in Francia).

## Formato
| CD singolo - Francia 1. Un Monde parfait (version originale) — 3:05 2. Un Monde parfait (72 remix radio edit) — 3:41 CD maxi Universal 1. Un Monde parfait (original version) — 3:47 2. Un Monde parfait (72 fast & furios radio edit) — 3:44 3. Un Monde parfait (whistler remix) — 3:17 4. Un Monde parfait (party mix) — 3:31 5. Un Monde parfait (extended mix) — 5:08 6. Un Monde parfait (blade remix) — 4:21 7. Un Monde parfait (karaoke version) — 3:44 CD maxi 1 Atollo / Universal 1. Un Monde parfait (original version) — 3:47 2. Un Monde parfait (72 fast & furios radio edit) — 3:44 3. Un Monde parfait (whistler remix) — 3:17 4. Un Monde parfait (party mix) — 3:31 5. Un Monde parfait (extended mix) — 5:08 6. Un Monde parfait (Blade remix) — 4:21 7. Un Monde parfait (videoclip) | CD maxi 2 Atollo / Universal 1. Un Monde parfait (original version) — 3:47 2. A Perfect World (original English version) — 3:08 3. Un Monde parfait (72 fast & furious remix radio edit) — 3:43 4. Un Monde parfait (Gabry Ponte remix) — 6:06 12" maxi 1. Un Monde parfait (extended mix) 2. Un Monde parfait (Blade remix) 3. Un Monde parfait (Glasperlen remix) 4. Un Monde parfait (Gabry Ponte remix) 5. Un Monde parfait (72 fast & furious remix) 6. Un Monde parfait (electro dub) Singolo per !Tunes 1. Un Monde parfait (original version) — 3:07 2. Un Monde parfait (remix radio edit) — 3:42 3. Un Monde parfait (72 fast & furios radio edit) — 3:41 4. Un Monde parfait (acoustic remix) — 3:16 5. Un Monde parfait (karaoke version) — 3:44 |

## Classifiche
| Paese (2005)      | Posizione raggiunta |
| ----------------- | ------------------- |
| Austria           | 3                   |
| Belgio (Vallonia) | 1                   |
| Europa            | 4                   |
| Francia           | 1                   |
| Germania          | 2                   |
| Italia            | 30                  |
| Russia            | 249                 |
| Russia (Mosca)    | 37                  |
| Svizzera          | 3                   |
| Paese (2006)      | Posizione raggiunta |
| Paesi Bassi       | 92                  |